# Sunny Summer
Sunny Summer là mini album đặc biệt của nhóm nhạc nữ Hàn Quốc GFriend. Nó được phát hành vào ngày 19 tháng 7 năm 2018, thông qua Source Music và được phân phối bởi Kakao M. Album được bán trên thị trường dưới dạng mini album "mùa hè" đặc biệt.

## Bối cảnh và phát hành
Album bao gồm 5 bài hát, bao gồm cả bài hát chủ đề cùng tên, "Sunny Summer", được Billboard mô tả là "nhẹ nhàng, sôi động theo giai điệu, [bài hát] được thúc đẩy bởi những giọng hát khỏe khoắn của nhóm khi họ hát về việc có một mùa hè đáng nhớ cùng nhau."

## Danh sách bài hát
| STT | Nhan đề                                                           | Phổ lời                      | Phổ nhạc                                              | Sản xuất                                         | Thời lượng |
| --- | ----------------------------------------------------------------- | ---------------------------- | ----------------------------------------------------- | ------------------------------------------------ | ---------- |
| 1.  | "Sunny Summer" (tiếng Hàn: 여름여름해; Romaja: Yeoreumyeoreumhae) | Duble Sidekick Black Edition | Duble Sidekick Black Edition                          | Duble Sidekick                                   | 3:18       |
| 2.  | "Vacation"                                                        | Iggy Youngbae                | Iggy Youngbae                                         | Iggy Youngbae                                    | 3:24       |
| 3.  | "Sweety"                                                          | Mio                          | Mio                                                   | Mio                                              | 3:13       |
| 4.  | "Windy Windy" (바람 바람 바람; Baram Baram Baram)                 | Boombastic                   | Boombastic                                            | Boombastic                                       | 3:16       |
| 5.  | "Love in the Air"                                                 | No Joo-hwan                  | Andreas Öberg Darren Smith Sean Alexander No Joo-hwan | Andreas Öberg Darren Smith Avenue 52 No Joo-hwan | 3:40       |

## Bảng xếp hạng

### Bảng xếp hạng hàng tuần
| Bảng xếp hạng (2018)              | Vị trí cao nhất |
| --------------------------------- | --------------- |
| Nhật Bản (Oricon)                 | 112             |
| Album Hàn Quốc (Gaon)             | 2               |
| Album Đài Loan (Five Music)       | 1               |
| Album thế giới Hoa Kỳ (Billboard) | 13              |

### Bảng xếp hạng cuối năm
| Bảng xếp hạng         | Vị trí cao nhất |
| --------------------- | --------------- |
| Album Hàn Quốc (Gaon) | 79              |

## Doanh số
| Quốc gia          | Doanh số |
| ----------------- | -------- |
| Hàn Quốc (Gaon)   | 54,913+  |
| Nhật Bản (Oricon) | 1,159+   |